# Chondrodesmus hoffmanni
Chondrodesmus hoffmanni är en mångfotingart som först beskrevs av Peters 1864.  Chondrodesmus hoffmanni ingår i släktet Chondrodesmus och familjen Chelodesmidae. Inga underarter finns listade i Catalogue of Life.